# 日本アマチュアキックボクシング連盟
日本アマチュアキックボクシング連盟（にほんアマチュアキックボクシングれんめい）は、日本のアマチュアキックボクシング団体。事務局は山梨県甲府市のマイウェイジム内。1999年8月にマーシャルアーツ日本キックボクシング連盟の理事長である山木敏弘を中心に14の加盟ジムを持って発足。2013年にジャパン・キックボクシング・イノベーションの下部組織へと移行。